# Koskis
För andra betydelser, se Koskis (olika betydelser).
Koskis (finska: Koski Tl) är en kommun i landskapet Egentliga Finland. Koskis har 2 271 invånare (2021) och en yta på 192,42 km². Koskis är enspråkigt finskt.
Förkortningen Tl i det finska namnet är den finska förkortningen för Åbo och Björneborgs län dit kommunen tidigare hörde. Detta för att inte blanda ihop kommunen med Koski Hl, som numera benämns med Hämeenkoski.
En egendom i kommunen är Koskis gård.

## Politik

### Mandatfördelning i Koskis kommun, valen 1976–2025
| 2 | 2 | 1 | 12 | 4 |

| 1 | 1 | 1 | 13 | 5 |

| 1 | 1 | 2 | 11 | 6 |

| 1 | 2 | 1 | 12 | 5 |

| 1 | 2 | 1 | 13 | 4 |

| 2 | 15 | 4 |

| 2 | 16 | 3 |

| 2 | 14 | 5 |

| 13 | 8 |

| 3 | 14 | 4 |

| 13 | 8 |

| 2 | 1 | 14 | 4 |

| 13 | 8 |

| 2 | 1 | 1 | 12 | 5 |

| 13 | 8 |

| 3 | 1 | 3 | 11 | 3 |

| 12 | 9 |

| 3 | 2 | 3 | 10 | 3 |

| 12 | 9 |

## Demografi

### Befolkningsutveckling
| Befolkningsutvecklingen i Koskis kommun 1975–2020                                                            | Befolkningsutvecklingen i Koskis kommun 1975–2020 | Befolkningsutvecklingen i Koskis kommun 1975–2020 | Befolkningsutvecklingen i Koskis kommun 1975–2020 | Befolkningsutvecklingen i Koskis kommun 1975–2020 |
| --- | ------------------------------------------------- | ------------------------------------------------- | ------------------------------------------------- | ------------------------------------------------- |
| |                                                   |                                                   |                                                   |                                                   |
| År |                                                   |                                                   | Folkmängd                                         |                                                   |
| 1975 | 1975                                              |                                                   | 2 991                                             |                                                   |
| 1980 | 1980                                              |                                                   | 2 878                                             |                                                   |
| 1985 | 1985                                              |                                                   | 2 898                                             |                                                   |
| 1990 | 1990                                              |                                                   | 2 803                                             |                                                   |
| 1995 | 1995                                              |                                                   | 2 685                                             |                                                   |
| 2000 | 2000                                              |                                                   | 2 550                                             |                                                   |
| 2005 | 2005                                              |                                                   | 2 528                                             |                                                   |
| 2010 | 2010                                              |                                                   | 2 436                                             |                                                   |
| 2015 | 2015                                              |                                                   | 2 399                                             |                                                   |
| 2020 | 2020                                              |                                                   | 2 292                                             |                                                   |
| Anm: Uppgifterna avser förhållandena den 31 december nämnda år enligt områdesindelningen den 1 januari 2022. |                                                   |                                                   |                                                   |                                                   |

### Språk
Befolkningen efter språk (modersmål) den 31 december 2022. Finska, svenska och samiska räknas som inhemska språk då de har officiell status i landet. Resten av språken räknas som främmande. För språk med färre än 10 talare är siffran dold av Statistikcentralen på grund av sekretesskäl.
| Språk                        | Talare 2022-12-31 | Talare 2022-12-31 |
| Språk                        | Antal             | Andel (%)         |
| ---------------------------- | ----------------- | ----------------- |
| Hela befolkningen            | 2 227             | 100,0             |
| Inhemska språk totalt        | 2 124             | 95,4              |
| Finska                       | 2 115             | 95,0              |
| Svenska                      | 9                 | 0,4               |
| Främmande språk totalt       | 103               | 4,6               |
| Estniska                     | 52                | 2,3               |
| Ryska                        | 17                | 0,8               |
| Språk med färre än 10 talare | 34                | 1,5               |

|  | Finska (95,0 %) |

|  | Svenska (0,4 %) |

|  | Främmande språk (4,6 %) |

|  | Finska (95,0 %) |

|  | Svenska (0,4 %) |

|  | Främmande språk (4,6 %) |

## Bilder

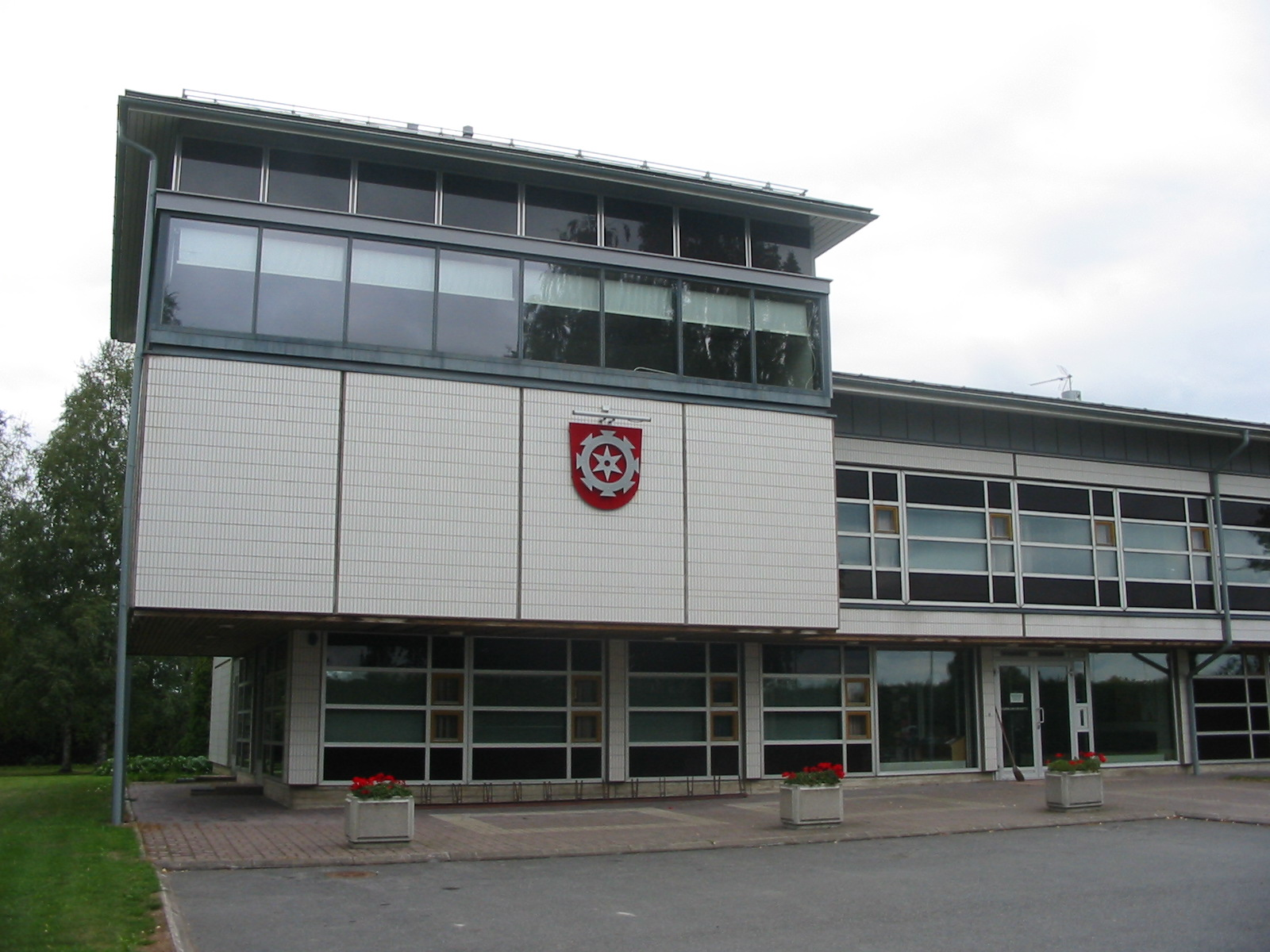
Kommunhuset i Koskis
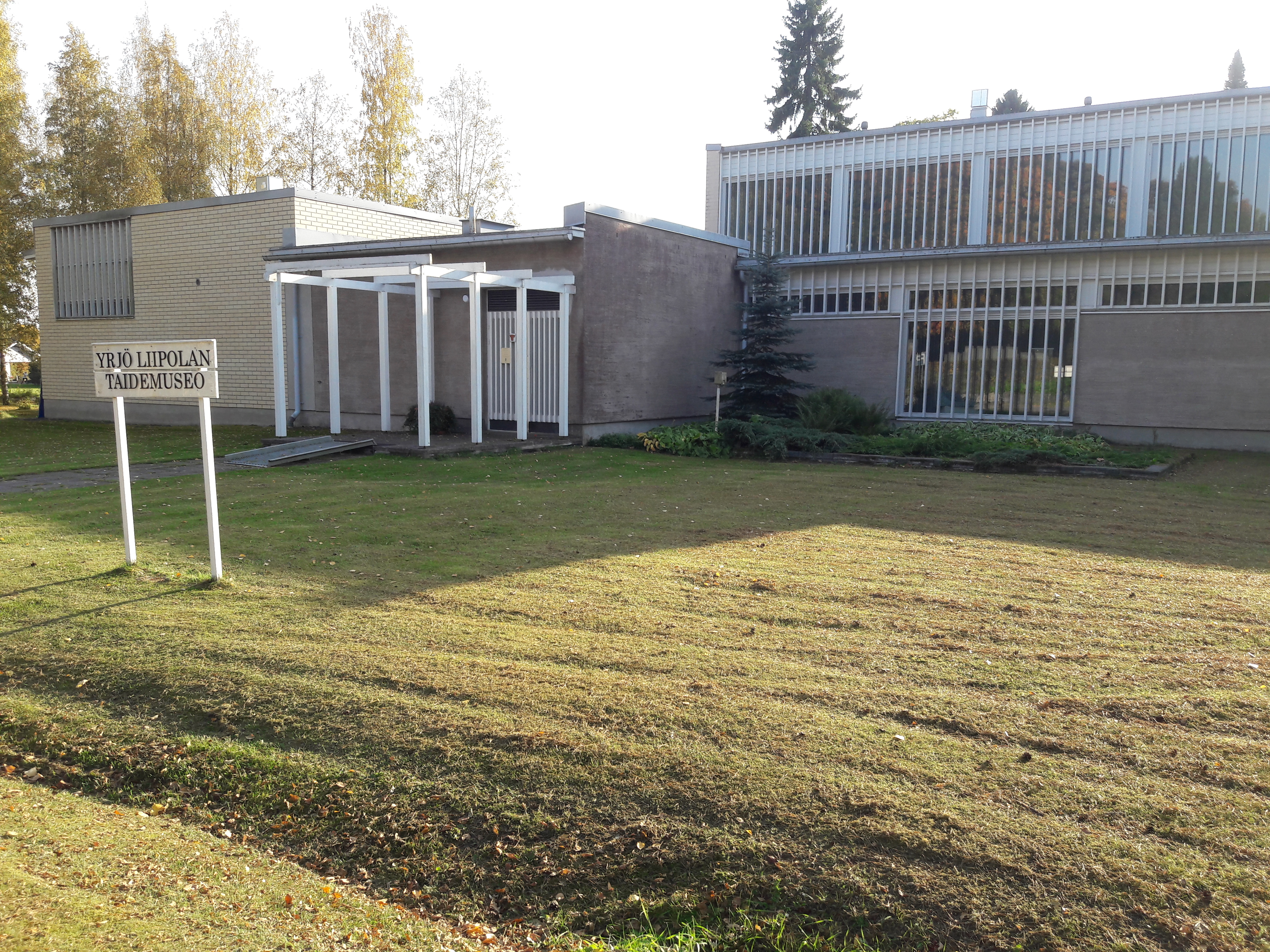
Yrjö Liipolas konstmuseum
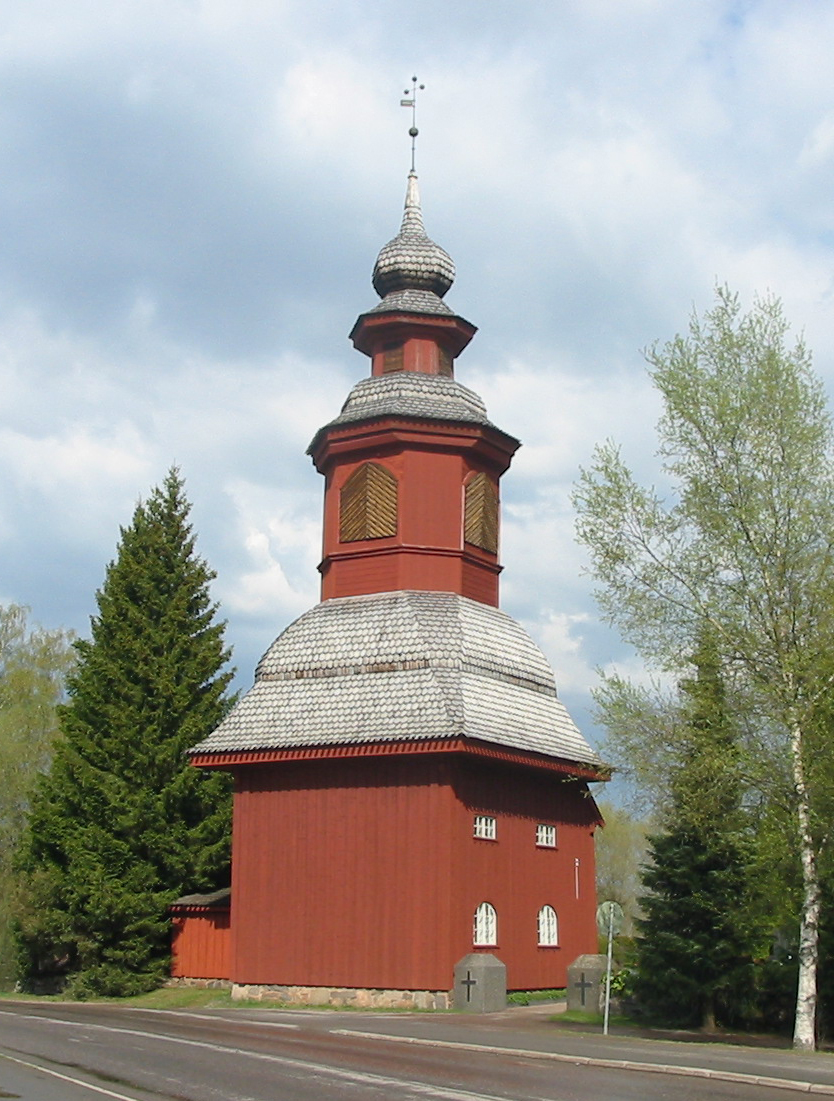
Klockstapeln i Koskis (1777)
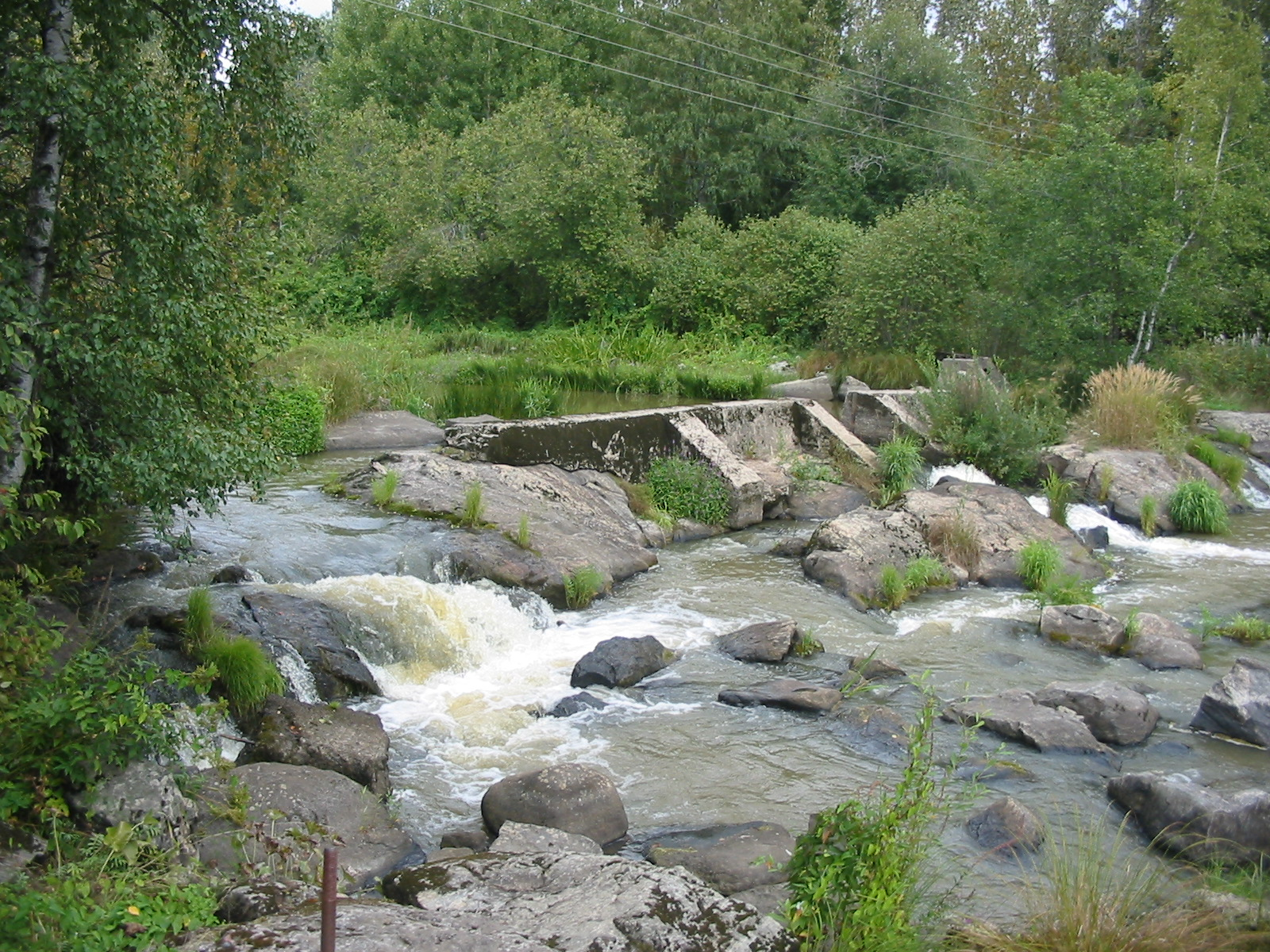
Patakoski fors i Pemar å